# Pelican Bay, Texas
Pelican Bay är en stad (city) i Tarrant County i Texas. Vid 2010 års folkräkning hade Pelican Bay 1 547 invånare.